# 2022년 동계 올림픽 스노보드 여자 하프파이프
2022년 동계 올림픽의 스노보드 여자 하프파이프 경기는 2022년 2월 9일과 10일 중화인민공화국 장자커우의 겐팅 스노우 파크에서 진행되었다. 경기 결과 미국의 클로이 김이 2018년 동계 올림픽에 이어 2연속 우승을 차지하였으며, 스페인의 케랄트 카스테예트가 은메달을, 일본의 도미타 세나가 동메달을 차지했다. 두 선수 모두 이번이 올림픽 첫 메달이다.
2018년 평창 올림픽 은메달리스트인 중국의 류자위는 이번 올림픽에도 출전권을 확보하였으나 동메달리스트 애리엘 골드는 탈락했다. 2021-22년 FIS 스노보드 월드컵에서는 올림픽 직전 하프파이프 경기가 3차례만 열렸는데 차이쉬퉁이 1위, 도미타 세나가 2위, 오노 미쓰키가 3위에 올랐다. 2021년 세계 스노보드 선수권 대회에서는 클로이 김이 우승을 차지했으며, 매디 매스트로가 2위, 카스테예트가 3위를 차지했다. 클로이 킴은 2021년 엑스게임 슈퍼파이프에서도 우승을 차지했고, 매스트로가 2위, 마쓰모토 하루나가 3위를 차지했다.

## 예선
총 25명의 선수가 올림픽에 진출한다. 올림픽 진출을 위해서는 2022년 1월 17일 기준 FIS 포인트 순위에서 최소 50.00점을 확보해야 하며, 2021 FIS 세계 선수권대회나 월드컵 대회에서 상위 30위 이내에 들어야 한다. 한 국가당 최대 4명까지 올림픽에 내보낼 수 있다.

## 결과
Q — 본선 진출
상위 12위까지 메달결정전에 진출한다.
| 순위 | 등번호 | 순서 | 선수              | 국가           | 1차   | 2차   | 최고점수 | 주 |
| ---- | ------ | ---- | ----------------- | -------------- | ----- | ----- | -------- | -- |
| 1    | 2      | 2    | 클로이 김         | 미국           | 87.75 | 8.75  | 87.75    | Q  |
| 2    | 7      | 10   | 오노 미쓰키       | 일본           | 79.50 | 83.75 | 83.75    | Q  |
| 3    | 1      | 4    | 차이쉐퉁          | 중화인민공화국 | 83.25 | 55.50 | 83.25    | Q  |
| 4    | 4      | 3    | 케랄트 카스테예트 | 스페인         | 78.75 | 49.50 | 78.75    | Q  |
| 5    | 6      | 16   | 도미타 세나       | 일본           | 75.75 | 52.00 | 75.75    | Q  |
| 6    | 8      | 9    | 도미타 루키       | 일본           | 74.25 | 66.25 | 74.25    | Q  |
| 7    | 3      | 1    | 류자위            | 중화인민공화국 | 15.25 | 72.25 | 72.25    | Q  |
| 8    | 12     | 6    | 베레니스 비키     | 스위스         | 71.50 | 40.50 | 71.50    | Q  |
| 9    | 10     | 20   | 엘리자베스 호스킹 | 캐나다         | 10.00 | 70.50 | 70.50    | Q  |
| 10   | 16     | 17   | 브룩 드혼트       | 캐나다         | 69.25 | 70.00 | 70.00    | Q  |
| 11   | 17     | 11   | 라일라니 에텔     | 독일           | 68.75 | 15.75 | 68.75    | Q  |
| 12   | 13     | 12   | 추렁              | 중화인민공화국 | 63.50 | 66.25 | 66.25    | Q  |
| 13   | 5      | 5    | 매디 매스트로     | 미국           | 65.75 | 51.50 | 65.75    |    |
| 14   | 18     | 19   | 에밀리 아서       | 오스트레일리아 | 62.50 | 19.75 | 62.50    |    |
| 15   | 11     | 13   | 이마이 구루미     | 일본           | 54.75 | 49.75 | 54.75    |    |
| 16   | 15     | 18   | 테사 모드         | 미국           | 53.50 | 10.00 | 53.50    |    |
| 17   | 14     | 21   | 조 칼라포스       | 미국           | 20.00 | 51.75 | 51.75    |    |
| 18   | 20     | 22   | 샤르카 판초호바   | 체코           | 41.75 | 18.75 | 41.75    |    |
| 19   | 22     | 15   | 코주버크 커밀러   | 헝가리         | 35.50 | 15.00 | 35.50    |    |
| 20   | 21     | 8    | 이나윤            | 대한민국       | 31.00 | 34.50 | 34.50    |    |
| 21   | 19     | 14   | 제니스 스피테리   | 몰타           | 7.25  | 25.25 | 25.25    |    |
| 22   | 9      | 7    | 우사오퉁          | 중화인민공화국 | 10.25 | 16.75 | 16.75    |    |

### 결승
| 순위 | 등번호 | 순서 | 선수              | 국가           | 1차   | 2차   | 3차   | 최고점수 | 주 |
| ---- | ------ | ---- | ----------------- | -------------- | ----- | ----- | ----- | -------- | -- |
| 1    | 2      | 12   | 클로이 김         | 미국           | 94.00 | 27.00 | 26.25 | 94.00    |    |
| 2    | 4      | 9    | 케랄트 카스테예트 | 스페인         | 69.25 | 90.25 | 78.25 | 90.25    |    |
| 3    | 6      | 8    | 도미타 세나       | 일본           | 86.00 | 88.25 | 9.25  | 88.25    |    |
| 4    | 1      | 10   | 차이쉬퉁          | 중화인민공화국 | 81.25 | 64.50 | 75.00 | 81.25    |    |
| 5    | 8      | 7    | 도미타 루키       | 일본           | 16.50 | 19.75 | 80.50 | 80.50    |    |
| 6    | 10     | 4    | 엘리자베스 호스킹 | 캐나다         | 73.00 | 79.25 | 5.00  | 79.25    |    |
| 7    | 12     | 5    | 베레니스 비키     | 스위스         | 76.25 | 74.75 | 11.25 | 76.25    |    |
| 8    | 3      | 6    | 류자위            | 중화인민공화국 | 11.25 | 4.75  | 73.50 | 73.50    |    |
| 9    | 7      | 11   | 오노 미쓰키       | 일본           | 71.50 | 25.50 | 29.00 | 71.50    |    |
| 10   | 16     | 3    | 브룩 드혼트       | 캐나다         | 66.75 | 11.00 | 9.00  | 66.75    |    |
| 11   | 17     | 2    | 라일라니 에텔     | 독일           | 55.25 | 57.50 | 9.25  | 57.50    |    |
| 12   | 13     | 1    | 추렁              | 중화인민공화국 | 53.75 | 9.50  | 18.75 | 53.75    |    |